# بيت العياني (الحيمة الداخلية)

تعديل مصدري - تعديل

بيت العياني هي إحدى قرى عزلة بلاد القبائل بمديرية الحيمة الداخلية التابعة لمحافظة صنعاء، بلغ تعداد سكانها 31 نسمة حسب تعداد اليمن لعام 2004.